# Adya
Adya (кор. 에이디야; стилізовано великими літерами) — південнокорейський жіночий гурт, сформований Starting House Entertainment. Гурт складається з п'яти учасниць: Йонсу, Совон, Сена, Чхеин і Синчхе. Гурт офіційно дебютував 9 травня 2023 року, випустивши свій перший сингл-альбом Adya.

## Учасниці
- Йонсу (кор. 연수) — лідерка[1]
- Совон (кор. 서원)
- Сена (кор. 세나)
- Чеун (кор. 채은)
- Сунче (кор. 승채)

## Дискографія

### Сингл-альбоми
| Назва | Деталі | Пікові позиції у чартах | Продажі                 |
| Назва | Деталі | KOR                     | Продажі                 |
| ----- | --- | ----------------------- | ----------------------- |
| Adya  | - Реліз: 9 травня 2023 - Лейбл: Starting House Entertainment - Формат: CD, цифрове завантаження, стриминг | 40                      | - Південна Корея: 7,608 |

### Сингли
| Назва | Рік  | Пікові позиції у чартах | Альбом |
| Назва | Рік  | KOR Down.               | Альбом |
| ----- | ---- | ----------------------- | ------ |
| «Per» | 2023 | 192                     | Adya   |

## Відеографія

### Музичні кліпи
| Назва | Рік  | Прим. |
| ----- | ---- | ----- |
| «Per» | 2023 | [ 5 ] |